# Conops punctatus
Conops punctatus är en tvåvingeart som beskrevs av Charles Joseph de Villers 1789. Conops punctatus ingår i släktet Conops och familjen stekelflugor.
Artens utbredningsområde är Frankrike. Inga underarter finns listade i Catalogue of Life.